# Viacheslav Kurennoy
Vyacheslav Grigorevich Kurennoy (en russe : Вячеслав Григорьевич Куренной, né le 10 décembre 1932, mort le 23 décembre 1992) est un joueur de water-polo soviétique, médaillé olympique en 1956 et 1960.

## Palmarès

### Championnats d'Europe
- Championnats d'Europe de natation 1954 à Turin (Italie)
  -  Médaille de bronze du relais 4 × 200 m nage libre